# Priobium mexicanum
Priobium mexicanum är en skalbaggsart som beskrevs av White 1975. Priobium mexicanum ingår i släktet Priobium och familjen trägnagare. Inga underarter finns listade i Catalogue of Life.